# Virus H1N1/09 pandémico
El virus H1N1/09 pandémico es una variante del virus de Influenza A subtipo H1N1, de origen porcino, responsable de la Pandemia de gripe A (H1N1) de 2009-2010.

## Características del virus
El virus es una cepa nueva de influenza. Las vacunas existentes contra la gripe estacional no proveen ninguna protección. Un estudio de los Centros para el Control y Prevención de Enfermedades (CCPEEU) de Estados Unidos publicado en mayo del 2009 encontró que los niños no tenían ninguna inmunidad preexistente a la nueva cepa pero que los adultos, particularmente aquellos mayores de 60, tenían cierto grado de inmunidad. Los niños no mostraron reactividad cruzada de anticuerpos a la nueva cepa, los adultos de 18 a 64 años de edad mostraron de 6-9%, y adultos mayores 33%. También fue determinado que la cepa contiene genes de cinco diferentes virus: influenza porcina norteamericana, influenza aviar norteamericana, influenza humana, y dos virus de influenza porcina típicamente encontrados en Asia y Europa. Análisis consecuente demostró que varias de las proteínas del virus son más similares a las de cepas que causan síntomas leves en humanos, llevando a la viróloga Wendy Barclay a sugerir el 1 de mayo que las indicaciones iniciales eran que el virus probablemente no causaba síntomas severos para la mayoría de la gente. La primera secuenciación del genoma de la cepa pandémica fue depositada en bases de datos públicas el 27 de abril del 2009 por científicos de los Centros para el Control y Prevención de Enfermedades de Estados Unidos en Atlanta. Científicos en Winnipeg después completaron la secuenciación genética entera de virus de México y Canadá el 6 de mayo.